# Heliconius hygiana
Heliconius hygiana är en fjärilsart som beskrevs av William Chapman Hewitson 1867. Heliconius hygiana ingår i släktet Heliconius och familjen praktfjärilar. Inga underarter finns listade i Catalogue of Life.